# Майкл Джонсон (боєць)
Майкл Джу́ліан Джо́нсон ( . Michael Julian Johnson; 4 червня 1986, Сент-Луїс) — американський боєць змішаного стиля, представник легкої вагової категорії. Виступає на професійному рівні починаючи з 2008 року, відомий по участі у турнірах бійцівської організації UFC, фіналіст 12 сезону бійцівського реаліті-шоу The Ultimate Fighter.

## Біографія
Майкл Джонсон народився 4 червня 1986 року у місті Сент-Луїсі в штаті Міссурі, був у своїй сім'я наймолодшим з чотирьох дітей. Коли йому було десять років, від серцевого нападу помер його тато — ця подія мала дуже великий вплив на юного Майкла, він почав проявляти агресивність і став часто битися. Будучи в хорошій атлетичній формі, в старшій школі грав у футбол і серйозно займався боротьбою. Потім продовжив змагатися в університеті, попав у число кращих бійців країни на студентському  рівні.
Дебютував у змішаних єдиноборствах серед професіоналів у лютому 2008 року, переміг свого суперника технічним нокаутом у першому ж раунді. З різними успіхами бився в різних невеликих  американських промоушенах, володів титулами чемпіона MFL і XCF у легкій ваговій категорії.
Маючи в послужному списку вісім перемог і чотири поразки, у 2010 році став учасником дванадцятого сезону популярного бійцівського реаліті-шоу The Ultimate Fighter. На попередньому відбірковому етапі одноголосним рішенням суддів переміг Пабло Гарса і був вибраний у команду Жоржа Сен-П'єра. Далі виграв у таких бійців як: Аарон Вілкінсон, Алекс Касерес і Нам Фан. У фінальному вирішальному поєдинку зустрівся з Джонатаном Брукінсом — у першому ж раунді отримав перевагу, але у другому і третьому виглядав гірше, у результаті чого зазнав поразки одноголосним суддівським рішенням.
Добре зарекомендував себе у TUF, Джонсон продовжив виступати в найбільшій бійцівській організації світу Ultimate Fighting Championship. У 2011 році отримав перемогу технічним нокаутом над Едвардом Фаалолото і програв здачею Полу Сассу, котрий застосував на ньому зворотне зкручування п'ятки. Відтак наслідувала серія з трьох перемог поспіль, Джонсон по очках узяв гору над Шейном Роллером  і Тоні Фергюсоном, а також нокаутував Дені Кастільйо, отримавши нагороду за найкращий нокаут вечора. Переможна серія зупинилась поразками від Майлза Джурі і Реза Мадади.
У період 2013—2015 років Майкл Джонсон зробив ще одну приголомшливу серію перемог, послідовно розібравшись з такими  сильними суперниками як Джо Лозон, Глейсон Тібау, Мельвін Гіллард і  Едсон Барбоза. Череду виграшів перервав Бенейл Даріуш, котрий виграв у нього роздільним рішенням суддів. Пізніше програв одноголосним рішенням Нейту Діасу, але отримав бонус за кращий бій вечора.
У 2016 році уже у першому ж раунді нокаутував Дастіна Пуар'є, отримавши нагороду за кращий виступ вечора, після чого зустрівся з непереможним російським бійцем Хабібом Нурмагомедовим — у результаті успішно проведеного у третьому раунді зворотного вузла ліктя вимушений був здатися.

## Статистика у професійнім ММА
| Професійна кар'єра бійця |            |            |
| Боїв 33                  | Перемог 19 | Поразок 14 |
| Нокаут                   | 8          | 2          |
| Здача                    | 2          | 8          |
| Рішення суддів           | 9          | 4          |

| Результат | Рекорд | Суперник           | Спосіб                        | Турнір                                                  | Дата    | Раунд | Час  | Місце                        | Примітки                                            |
| --------- | ------ | ------------------ | ----------------------------- | ------------------------------------------------------- | ------- | ----- | ---- | ---------------------------- | --------------------------------------------------- |
| Поразка   | 19-14  | Джош Емметт        | KO (удар рукою)               | UFC on ESPN: Barboza vs. Gaethje                        | 30 2019 | 3     | 4:14 | Філадельфія, США             |                                                     |
| Перемога  | 19-13  | Артем Лобов        | Одноголосним рішенням         | UFC Fight Night: Volkan vs. Smith                       | 27 2018 | 3     | 5:00 | Монктон, Канада              |                                                     |
| Перемога  | 18-13  | Андре Філі         | Роздільне рішення             | UFC Fight Night: Gaethje vs. Vick                       | 25 2018 | 3     | 5:00 | Лінкольн, США                |                                                     |
| Поразка   | 17-13  | Даррен Елкінс      | Підкоренням (удушення ззаду)  | UFC Fight Night: Stephens vs. Choi                      | 14 2018 | 2     | 2:22 | Сент-Луїс, США               | Дебют в напівлегкій ваговий категорії.              |
| Поразка   | 17-12  | Джастін Гейджі     | TKO (удари)                   | The Ultimate Fighter: Redemption Finale                 | 7 2017  | 2     | 4:48 | Лас-Вегас, США               | Кращий бій вечора.                                  |
| Поразка   | 17-11  | Хабіб Нурмагомедов | Підкоренням(кімура)           | UFC 205                                                 | 12 2016 | 3     | 2:31 | Нью-Йорк, США                |                                                     |
| Перемога  | 17-10  | Дастін Пуар'є      | KO (удари руками)             | UFC Fight Night: Poirier vs. Johnson                    | 17 2016 | 1     | 1:35 | Ідальго (округ, Техас), США  | Найкраще вистеплення за вечір.                      |
| Поразка   | 16-10  | Нейт Діас          | Одноголосне рішення           | UFC on Fox: dos Anjos vs. Cerrone 2                     | 19 2015 | 3     | 5:00 | Орландо (Флорида), США       | Кращий бій вечора.                                  |
| Поразка   | 16-9   | Бенейл Даріуш      | Розділене рішення             | UFC Fight Night: Teixeira vs. Saint Preux               | 8 2015  | 3     | 5:00 | Нашвілл, США                 |                                                     |
| Перемога  | 16-8   | Едсон Барбоза      | Одноголосне рішення           | UFC Fight Night: Bigfoot vs. Mir                        | 22 2015 | 3     | 5:00 | Порту-Алеґрі , Бразилія      |                                                     |
| Перемога  | 15-8   | Мелвін Гілард      | Одноголосне рішення           | UFC Fight Night: Gustafsson vs. Manuwa                  | 8 2014  | 3     | 5:00 | Лондон, Англія               |                                                     |
| Перемога  | 14-8   | Глейсон Тібау      | KO (удари руками)             | UFC 168                                                 | 28 2013 | 2     | 1:32 | Лас-Вегас, США               |                                                     |
| Перемога  | 13-8   | Джо Лозон          | Одноголосне рішення           | UFC Fight Night: Shogun vs. Sonnen                      | 17 2013 | 3     | 5:00 | Бостон, США                  |                                                     |
| Поразка   | 12-8   | Реза Мадади        | Підкоренням (удушення дарс'є) | UFC on Fuel TV: Mousasi vs. Latifi                      | 6 2013  | 3     | 1:33 | Стокгольм, Швеція            |                                                     |
| Поразка   | 12-7   | Майлз Джурі        | Одноголосне рішення           | UFC 155                                                 | 29 2012 | 3     | 5:00 | Лас-Вегас, США               |                                                     |
| Перемога  | 12-6   | Денні Кастільйо    | KO (удари руками)             | UFC on FX: Browne vs. Bigfoot                           | 5 2012  | 2     | 1:06 | Міннеаполіс, США             | Кращий нокаут вечора.                               |
| Перемога  | 11-6   | Тоні Фергюсон      | Одноголосне рішення           | UFC on Fox: Diaz vs. Miller                             | 5 2012  | 3     | 5:00 | Іст-Резерфорд, США           |                                                     |
| Перемога  | 10-6   | Шейн Роллер        | Одноголосне рішення           | UFC on Fox: Evans vs. Davis                             | 28 2012 | 3     | 5:00 | Чикаго, США                  |                                                     |
| Поразка   | 9-6    | Пол Сасс           | Підкоренням(викручення пятки) | UFC Live: Cruz vs. Johnson                              | 1 2011  | 1     | 3:00 | Вашингтон, США               |                                                     |
| Перемога  | 9-5    | Едвард Фаалолото   | TKO (удари руками)            | UFC Live: Kongo vs. Barry                               | 26 2011 | 1     | 4:42 | Піттсбурґ, США               |                                                     |
| Поразка   | 8-5    | Джонатан Брукінс   | Одноголосне рішення           | The Ultimate Fighter: Team GSP vs. Team Koscheck Finale | 4 2010  | 3     | 5:00 | Лас-Вегас, США               | Фінал 12 сезона The Ultimate Fighter в легкій вазі. |
| Перемога  | 8-4    | Кріс Макденіал     | TKO (удари руками)            | FM: Productions                                         | 30 2010 | 1     | 4:34 | Спрінгфілд (Міссурі), США    |                                                     |
| Перемога  | 7-4    | Раміро Ернандес    | Одноголосне рішення           | Titan Fighting Championship 15                          | 18 2009 | 3     | 5:00 | Канзас-Сіті, США             | Бій в проміжній вазі 68 кг.                         |
| Перемога  | 6-4    | Аарон Дерроу       | TKO (удари руками)            | Xtreme Cage Fighter 10                                  | 3 2009  | 1     | 0:43 | Спрінгфілд (Міссурі), США    | Виграв титул чемпіона XCF в легкій вазі.            |
| Поразка   | 5-4    | Ерік Мерріотт      | Підкоренням (зкручнням пятки) | FM: Productions                                         | 9 2009  | 2     | 1:32 | [Спрінгфілд (Міссурі)]], США |                                                     |
| Перемога  | 5-3    | Клей Френч         | Підкоренням(кімура)           | Fuel Fight Club                                         | 10 2009 | 1     | 3:16 | Озеро Озарк, США             |                                                     |
| Поразка   | 4-3    | Джо Бреммер        | Підкоренням(гільйотина)       | Midwest Cage Championships 19                           | 14 2009 | 4     | 3:45 | Де-Мойн, США                 |                                                     |
| Поразка   | 4-2    | Джеймс Краузе      | Підкоренням(трикутник)        | FM: Productions                                         | 22 2008 | 1     | 2:55 | Спрінгфілд (Міссурі), США    |                                                     |
| Перемога  | 4-1    | Воррен Стюарт      | TKO (удари руками)            | FM: Productions                                         | 13 2008 | 1     | 2:37 | Спрінгфілд (Міссурі), США    |                                                     |
| Перемога  | 3-1    | Лукас Гволтні      | Рішення більшості             | Midwest Fight League                                    | 25 2008 | 3     | 5:00 | Коламбія (Міссурі), США      | Виграв титул чемпіона MFL в легкій вазі.            |
| Поразка   | 2-1    | Тед Уортінгтон     | Підкоренням(трикутник)        | MCC 13: Contenders                                      | 25 2008 | 3     | 1:29 | Урбандейл, США               |                                                     |
| Перемога  | 2-0    | Стів Шнайдер       | Підкоренням(удушення)         | FM: Productions                                         | 18 2008 | 1     | 2:12 | Спрінгфілд (Міссурі), США    |                                                     |
| Перемога  | 1-0    | Чонсі Прейтер      | TKO (удари руками)            | FM: Productions                                         | 1 2008  | 1     | 1:12 | Спрінгфілд (Міссурі), США    |                                                     |